# اسلام‌گرایی در نوار غزه
اسلام‌گرایی در نوار غزه شامل تلاش‌هایی برای ترویج و تحمیل قوانین و سنت‌های اسلامی در نوار غزه است. نفوذ گروه‌های اسلامی در نوار غزه از دهه ۱۹۸۰ افزایش یافته‌است. پس از پیروزی حماس در انتخابات ۲۰۰۶ فلسطین و درگیری با حامیان حزب رقیب فتح، حماس کنترل کامل نوار غزه را به دست گرفت و «پایان سکولاریسم و بدعت در نوارغزه» را اعلام کرد ". برای اولین بار از زمان کودتای سودان در سال ۱۹۸۹ که عمر البشیر را به قدرت رساند، یک گروه اخوان المسلمین بر یک قلمرو جغرافیایی قابل توجهی حکومت کرد. گروه‌های حقوق بشر غزه حماس را به محدود کردن بسیاری از آزادی‌ها در جریان این تلاش‌ها متهم می‌کنند.
اسماعیل هنیه اتهاماتی مبنی بر اینکه حماس قصد دارد یک امارت اسلامی ایجاد کند را رسماً تکذیب کرد. با این حال، جاناتان شانزر نوشت؛ که در دو سال پس از کودتای ۲۰۰۷، نوار غزه ویژگی‌های طالب‌سازی را نشان داد، روندی که در آن دولت حماس قوانین سخت‌گیرانه‌ای را بر زنان تحمیل کرد، از فعالیت‌هایی که معمولاً با فرهنگ غربی مرتبط بود، ممانعت کرد، اقلیت‌های مسلمان و غیره را سرکوب کرد، قوانین شرعی را تحمیل کردند و پلیس مذهبی را برای اجرای این قوانین مستقر کردند.
به گفته یک محقق دیده‌بان حقوق بشر، دولت غزه تحت کنترل حماس در سال ۲۰۱۰ تلاش‌های خود را برای «اسلامی کردن» غزه افزایش داد، تلاش‌هایی که شامل «سرکوب» جامعه مدنی و «نقض شدید آزادی شخصی» بود. روزنامه‌نگار اسرائیلی خالد ابو توامه در سال ۲۰۰۹ نوشت که «حماس به تدریج نوار غزه را به یک نهاد اسلامی به سبک طالبان تبدیل می‌کند». به گفته مخایمر ابوسادا، استاد علوم سیاسی در دانشگاه الازهر غزه، «حماس با حکومت خود به خود می‌تواند عقاید خود را بر همه مهر بزند. . . اسلامی کردن جامعه همواره بخشی از استراتژی حماس بوده‌است.»

## محدودیت برای زنان

### نوع لباس پوشیدن
اجبار موفقیت‌آمیز زنان توسط بخش‌هایی از جامعه برای پوشیدن لباس اسلامی یا حجاب در غزه گزارش شده‌است، جایی که مجامع اسلامی، سلف حماس، بنا بر گزارش‌ها، ترکیبی از رضایت و اجبار را برای «بازگرداندن» حجاب بر زنان تحصیل‌کرده شهری در اواخر دهه ۱۹۷۰ و ۱۹۸۰ در غزه به کار برده‌است. . حماس در انتفاضه اول نیز چنین رفتاری از خود نشان داد. حماس برای پوشیدن حجاب در کنار سایر اقدامات، از جمله اصرار زنان در خانه ماندن، جدایی از مردان و ترویج چندهمسری، مبارزات انتخاباتی انجام داد. در جریان این کمپین، زنانی که بی‌حجابی را انتخاب کردند مورد آزار و اذیت کلامی و فیزیکی قرار گرفتند که در نتیجه حجاب «فقط برای جلوگیری از بروز مشکلات در خیابان» صورت گرفت.
پس از تسلط بر نوار غزه در ژوئن ۲۰۰۷، حماس تلاش کرد تا قوانین اسلامی را در این سرزمین اجرا کند و حجاب را بر زنان در دادگاه‌ها، مؤسسات و مدارس تحمیل کند.
برخی از تلاش‌های اسلامی‌سازی با مقاومت روبرو شد. زمانی که عبدالرئوف الحلبی، قاضی دادگاه عالی فلسطین، به وکلای زن دستور داد تا در دادگاه روسری به سر کنند، وکلای دادگستری با شبکه‌های تلویزیونی ماهواره ای از جمله العربیه تماس گرفتند تا اعتراض کنند و باعث شد وزارت دادگستری حماس این دستورالعمل را لغو کند.
در سال ۲۰۰۷، گروه اسلامی شمشیرهای حقیقت تهدید کرد که عدم استفاده از لباس‌های اسلامی، سر بریدن زن را در پی خواهد داشت. در بیانیه آنها آمده‌است: «در صورت نیاز برای حفظ روحیه و اخلاق این ملت، از رگ به رگ بریده می‌شویم». این گروه همچنین زنان خبرنگار تلویزیونی را متهم کرد که «بدون هیچ … شرم و اخلاقی هستند». تهدیدهای شخصی نیز به تلفن‌های همراه زنان ارسال شده‌است، اما مشخص نیست که آیا این تهدیدات از سوی همان گروه بوده‌است یا خیر. مجریان غزه که با آسوشیتدپرس مصاحبه کردند گفتند که از بیانیه شمشیرهای حقیقت ترسیده بودند.

### سایر محدودیت‌ها
در سال ۲۰۰۹، حماس دختران را از سوار شدن بر روی اسکوتر پشت سر مردان و زنان را از رقصیدن منع کرد.
دولت تحت رهبری حماس برای مدت کوتاهی ممنوعیت سیگار کشیدن زنان در اماکن عمومی را اجرا و سپس لغو کرد. در سال ۲۰۱۰، حماس کشیدن قلیان توسط زنان در ملاء عام را ممنوع اعلام کرد و اعلام کرد که این کشیدن قلیان برای کاهش افزایش طلاق است.
در مارس ۲۰۱۰، حماس با صدور دستورات فتحی حماد، وزیر کشور و تهدید مجرمان به دستگیری و محاکمه، تلاش کرد تا زنانی را که از آرایشگاه‌های مردانه استفاده می‌کنند، ممنوع کند. این گروه پس از نارضایتی عقب‌نشینی کردند. در فوریه ۲۰۱۱، به گفته مرکز حقوق بشر فلسطین، حماس تلاش کرد تا این ممنوعیت را تمدید کند، و از پنج آرایشگر مرد در شهر غزه بازجویی کرد و آنها را مجبور به امضای اعلامیه‌هایی مبنی بر عدم کار در سالن‌های زنانه کرد. به گفته یکی از آرایشگران، پلیس این پنج نفر را به اتاقی فراخواند که در آن یک زندانی غیرمرتبط با مچ دست به دیوار بسته شده بود و به آنها گفته شد که تعهدی را امضا کنند که از حرفه خود دست بکشند وگرنه دستگیر خواهند شد و ۲۰۰۰۰ شیکل جریمه نقدی خواهند داشت. این مرد ابتدا نپذیرفت، اما پس از تهدید اسیرکنندگانش امضا کرد که «شما را به سلول‌ها خواهند برد، زیرا کاری که انجام می‌دهید خلاف شرع [شریعت] است». در طول سلطه حماس بر این نوار، چندین سالن زیبایی و آرایشگاه هدف انفجارها و حملات دیگری قرار گرفته‌اند که حماس گروه‌های مخالف را مسئول آن می‌داند. آرایشگاه‌های مردانه برای زنان در قلمرو محافظه کار نادر است.
در سال ۲۰۱۳ آژانس امدادرسانی و کاریابی برای آوارگان فلسطینی در خاور نزدیک، ماراتن سالانه خود در غزه را پس از اینکه حاکمان حماس زنان را از شرکت در این مسابقه منع کردند، لغو کرد.
در سال ۲۰۱۵، حماس جشن‌های شب سال نو را ممنوع کرد و اعلام کرد که چنین جشن‌هایی «توهین به ارزش‌ها و سنت‌های مذهبی سرزمین» است.

### بازداشت اسماء الغول
در سال ۲۰۰۹، اسماء الغول، یک روزنامه‌نگار زن فلسطینی، اظهار داشت که پلیس حماس به بهانه اینکه او با لباسی نامتعارف به یکی از سواحل غزه آمد و در ملاء عام در حال خندیدن دیده شد، تلاش کردند او را دستگیر کنند. غول به یک سازمان حقوق بشر در نوار غزه گفت: «آنها من را متهم کردند که هنگام شنا با دوستم بلند می‌خندم و حجاب نداشتم. آنها همچنین می‌خواستند هویت افرادی را که همراه من در ساحل بودند و اینکه آیا آنها از بستگان من بودند، بدانند. الغول افزود که مأموران پاسپورت او را ضبط کردند و در پی این حادثه از سوی تماس گیرندگان ناشناس تهدید به مرگ شد. در رابطه با این حادثه، فرماندهان امنیتی حماس در ابتدا گفتند که الغول و دوستانش به دلیل برگزاری یک مهمانی مختلط در ساحل مرتکب خلاف شدند. بعداً یکی از فرماندهان گفت که الغول به دلیل بی حجابی هنگام شنا توفیق شد. یکی دیگر از فرماندهان می‌گوید که جرم او کشیدن قلیان در مهمانی در مکان عمومی بوده‌است. اسلام شاهوان، سخنگوی پلیس حماس، بازداشت الغول را تکذیب کرد.

## چند همسری
با وجود کاهش نرخ کلی ازدواج، چندهمسری در دولت حماس رشد کرده‌است.

## موسیقی و اینترنت
از اکتبر ۲۰۰۶، در جریان درگیری‌های فتح و حماس، و تا اواسط سال ۲۰۰۷، ده‌ها کافی‌نت و مغازه‌های موسیقی در غزه مورد حمله مهاجمان ناشناس قرار گرفتند که شبانه بمب‌های کوچکی را در بیرون شرکت‌ها منفجر کردند. رمزی شاهین، سخنگوی پلیس غزه در سال ۲۰۰۷ به هاآرتسگفت که روش عملیات همیشه یکسان بوده‌است، اما آنها هیچ مدرک محکمی در مورد اینکه چه کسی پشت این حملات بوده و هنوز دستگیر نشده‌اند، ندارند. رمزی ابوهلائو، مالک سالن استخر که یکی از مکان‌های منفجر شده بود، گفت که هیچ هشدار قبلی دریافت نکرده‌است، اما «پیام کتبی پس از بمب‌گذاری از سوی گروهی به نام «شمشیرهای حقیقت» دریافت کردم که با آیه ای از قرآن آغاز شد. و گفتند که می‌خواهند رفتار بد در جامعه فلسطین را اصلاح کنند. پلیس گفت که هیچ مسئولیت موثقی در قبال این حملات به عهده نگرفته‌است، و بیانیه ای را که در ماه دسامبر در یک وب سایت خبری از سوی یک گروه ناشناس به اتهام ارتباط با القاعده منتشر شد، رد کرد. هاآرتس خاطرنشان کرد: «هیچ مدرک قطعی دال بر تأسیس شاخه غزه توسط القاعده وجود ندارد. ناظران بر این باورند که این تیم به احتمال زیاد داخلی است."
روزنامه القدس العربی چاپ لندن نوشت: در سال ۲۰۰۷، کمیته ترویج فضیلت و جلوگیری از منکر نوار غزه، که در آن زمان مدعی بود مستقل از دولت حماس است، یک خواننده محلی در غزه را پس از برگزاری کنسرت در خان یونس مورد ضرب و شتم قرار داد.
گروه اسلامگرای «شمشیرهای حقیقت» مسئولیت بمب‌گذاری در کافی نت‌ها، مغازه‌های موسیقی و سالن‌های استخر را که آنها را مکان‌های شرارت می‌دانستند، بر عهده گرفت. مهاجمان شبانه بمب‌های کوچکی را در خارج از واحدهای تجاری منفجر می‌کردند که خسارتی به بار آورد اما آسیبی به آنها وارد نشد. اسماعیل رضوان سخنگوی حماس هرگونه ارتباط با این گروه را رد کرد.
در آوریل ۲۰۱۰، حماس پلیس را برای جلوگیری از برگزاری اولین کنسرت بزرگ هیپ هاپ نوار غزه فرستاد که از نظر آن‌ها رفتاری غیراخلاقی بود. دلیل پلیس برای توقف این رویداد این بود که که برگزارکنندگان موفق به دریافت مجوز نشدند.
در سال ۲۰۱۳، رهبران مذهبی اسلامی از مسابقه آواز خوانی عرب آیدل انتقاد کردند و رأی دادن به آهنگ‌ها را غیراخلاقی، شیطانی، گناه و «جنایت علیه آرمان مردم ما» توصیف کردند.
در آگوست ۲۰۲۱، گروه‌های الهام‌گرفته از دولت اسلامی (داعش) در نوار غزه، استراحتگاه بیانکو، یکی از مجلل‌ترین مکان‌های گردشگری ساحلی نوار غزه برای برگزاری کنسرت موسیقی برای مردان و زنان، را با یک وسیله انفجاری متهم کردند.

## ممنوعیت کتاب
ممنوعیت گسترده کتاب در نوار غزه وجود دارد. در سال ۲۰۰۷، توقیف یک کتاب داستان‌های عامیانه فلسطینی به نام «گفت، پرنده، دوباره صحبت کن»، که مجموعه ای از ۴۵ داستان عامیانه فلسطینی است، به دلیل محتوای ظاهراً وحشیانه، باعث اعتراض شد. زکریا محمد، رمان‌نویس فلسطینی هشدار داد که تصمیم حماس برای ممنوع کردن این کتاب «تنها آغاز» است و او از روشنفکران خواست تا وارد عمل شوند. وی گفت: اگر اکنون در مقابل اسلام گرایان بایستیم، دست از مصادره کتاب‌ها، ترانه‌ها و فولکلور برنمی‌دارند.

## اردوهای تابستانی کودکان
در ماه مه ۲۰۱۰، یک گروه شبه نظامی ناشناخته که خود را «آزادگان میهن» می‌نامید، بیانیه ای صادر کرد و از اونروا به دلیل راه اندازی اردوگاه‌ها در نوار غزه «آموزش تناسب اندام، رقص به دختران دانش آموز» انتقاد کرد. دو روز بعد، حدود ۲۰ مرد مسلح به تفنگ تهاجمی به اردوگاه تابستانی آنروا حمله کردند. به گفته یک شاهد عینی، مهاجمان چادرهای پلاستیکی بزرگ را پاره کردند و انبارها را در محل آتش زدند. جان جینگ، مدیر عملیات آنروا در غزه، این حادثه را «حمله ای به شادی کودکان» خواند. سخنگوی حماس این حمله را محکوم کرد و متعهد شد که مقامات «عاملان را ردیابی خواهند کرد».
در یک حادثه جداگانه در ژوئن ۲۰۱۰، گروهی متشکل از ۲۲ مرد مسلح و نقابدار به اردوگاه تابستانی آنروا در غزه حمله کردند. مهاجمان یک نگهبان غیرمسلح را بستند، سپس سعی کردند دو چادر و حصار اطراف را به آتش بکشند. آنها همچنین از چاقو، برای بریدن بدنه یک استخر شنای پلاستیکی، سرسره و اسباب بازی استفاده کردند. جان جینگ آن را یک حمله «بزدلانه و نفرت‌انگیز» خواند. حماس این حمله را محکوم کرد و گفت در حال تحقیق است.

## پارک آبی

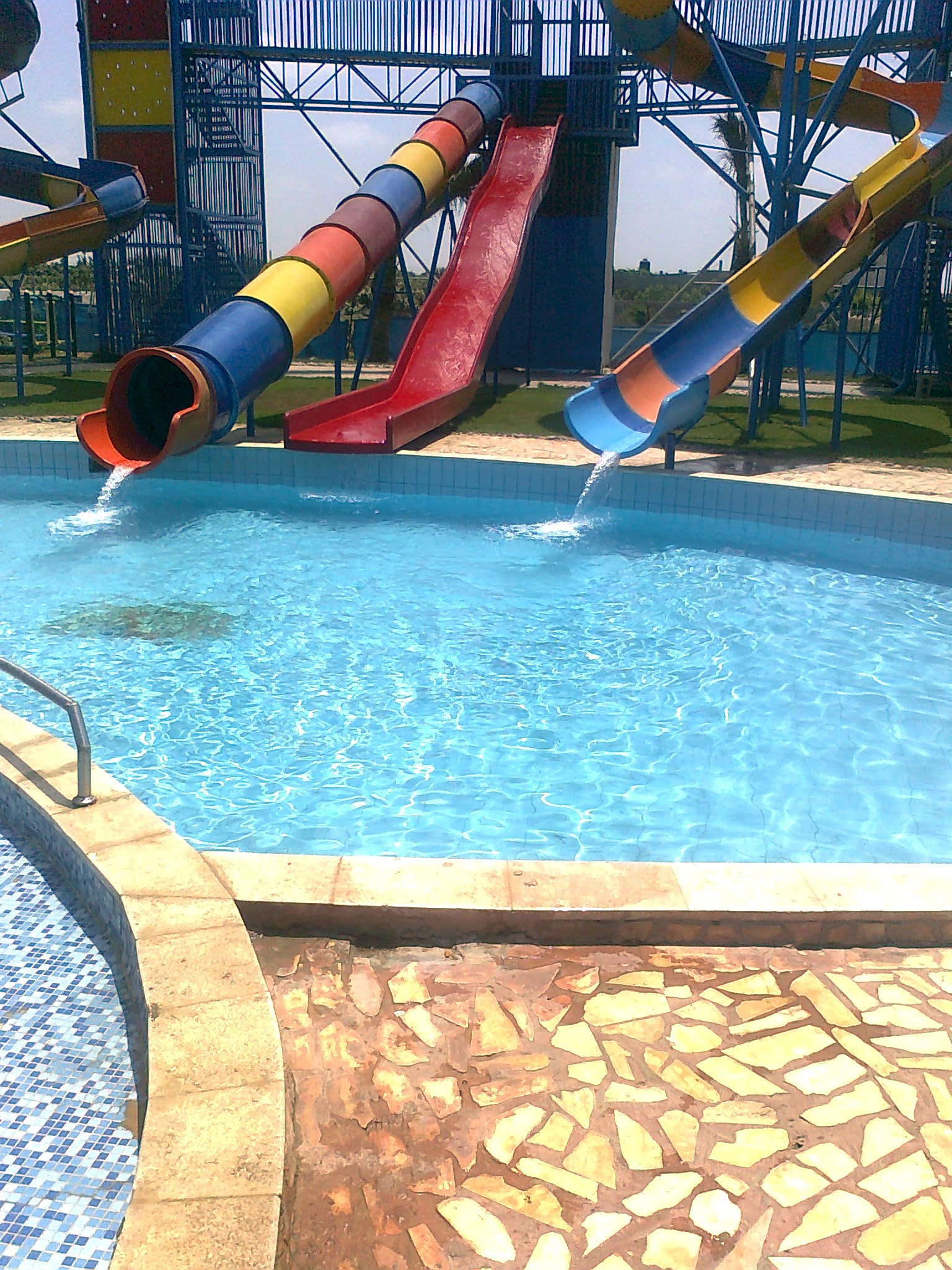
پارک آبی دیوانه، نوار غزه

در سال ۲۰۱۰، فعالان حقوق بشر گفتند که حماس تلاش‌های خود را برای تحمیل آموزه‌های سختگیرانه اسلامی در نوار غزه افزایش داده‌است. پارک آبی دیوانه، یکی از محبوب‌ترین مکان‌های تفریحی نوار غزه، توسط حماس به دلیل اجازه حمام کردن مختلط بسته شد. دو هفته بعد، محل توسط گروهی از افراد مسلح ناشناس به آتش کشیده شد. دولت حماس محکومیت شدیدی صادر کرد و قول داد که عاملان آن را تعقیب کند.
اگرچه مشخص نیست که کدام گروه اسلامگرا در پشت این اقدام بوده‌است، ستیزه‌جویان اسلام گرا که مخالف اجتماعی شدن مختلط جنسیت بودند، پارک آبی غزه را ویران کردند.

## سایر ممنوعیت‌ها
«وزارت اوقاف اسلامی» که توسط دولت حماس ایجاد شده‌است، اعضای کمیته فضیلت را برای هشدار به مردم در مورد خطرات قرار ملاقات، بازی با ورق و پوشش نامتعارف مستقر کرده‌است. دولت همچنین تأسیساتی مانند کافه‌های پارک آبی کریزی و باشگاه سوارکاری فیصل را که در آن زنان و مردان به صورت اجتماعی در هم آمیخته بودند، به‌طور موقت تعطیل کرده‌است.
گزارش شده‌است که جوانان فلسطینی در غزه به دلیل استفاده از ژل مو مورد هدف افراد مسلح اسلام گرا و نیروهای امنیتی حماس قرار می‌گیرند و برخی از آنها برخلاف میل خود مورد ضرب و شتم و تراشیدن موی سر قرار می‌گیرند.
در سال ۲۰۰۸، حماس به شرکت اصلی مخابرات فلسطین، پالتل دستور داد تا دسترسی به سایت‌های اینترنتی پورنوگرافی را مسدود کند. «جامعه فلسطین به دلیل دسترسی به چنین سایت‌های غیراخلاقی رنج می‌برد. یوسف المنسی، وزیر مخابرات حماس، گفت: بنابراین ما تصمیم گرفته‌ایم که از اخلاق محافظت کنیم و این همچنان سیاست ما است.»

## تأثیرات بر جمعیت مسیحی
در سال ۲۰۰۷ از کل جمعیت ۱٫۵ میلیونی غزه حدود ۳۰۰۰ نفر مسیحی بودند. در سال ۲۰۱۱، جمعیت مسیحی نوار غزه کمتر از ۱۴۰۰ نفر بود. حملات به مسیحیان و اموال آنها نادر است، به استثنای موارد قابل توجه در کتابفروشی معلم. یکی از اعضای مذهب کاتولیک به گاردین گفت که توسط یکی از مقامات حماس توقیف شد و به او گفته شد که یک صلیب چوبی را که بر سر در مغازه داشت را بردارد.
اسلامی شدن غزه فشار فزاینده ای را بر اقلیت کوچک مسیحی وارد کرده‌است. پس از تسلط حماس بر غزه در سال ۲۰۰۷، ابوساقر، رهبر جهادیه سلفیه، گروه رقیب حماس، از افتتاح یک "شاخه نظامی" برای اجرای قوانین مسلمانان در غزه خبر داد. "من انتظار دارم همسایگان مسیحی ما درک کنند که قانون جدید حماس به معنای تغییرات واقعی است. اگر می‌خواهند در غزه در صلح و آرامش زندگی کنند، باید برای حکومت اسلامی آماده باشند.» شیخ ساقر تاکید کرده‌است که «نیازی» برای مسیحیان غزه وجود ندارد که تعداد زیادی مؤسسات را در غزه حفظ کنند و از حماس خواسته‌است که «باید برای تحمیل یک حکومت اسلامی تلاش کند وگرنه اقتدار و اراده خود را از دست خواهد داد.»
در اکتبر ۲۰۰۷، رامی خادر ایاد، مالک تنها کتابفروشی مسیحی غزه، پس از انفجار کتابفروشی وی توسط گروهی ناشناس که به اهداف مرتبط با نفوذ غرب حمله می‌کردند، ربوده شد و پس از ضرب و شتم به قتل رسید. به گفته خانواده و همسایگان ایاد، او مرتباً تهدیدهایی ناشناس مبنی بر مرگ از سوی افرادی که از کار تبلیغی او خشمگین شده بودند، دریافت کرده بود. اسماعیل هنیه، رهبر حماس در غزه، قتل ایاض را محکوم کرد و گفت: حماس «به کسی اجازه نخواهد داد روابط مسلمانان و مسیحیان را خراب کند.» مقامات حماس از جامعه مسیحی بازدید کردند و سخنگوی حماس قول داد که مسببین ابن جنایت را به دست عدالت بسپارد. هیچ گروهی مسئولیت این قتل را بر عهده نگرفت.
تشییع جنازه ایاد با حضور ۳۰۰ مسلمان و مسیحی برگزار شد. مرکز حقوق بشر فلسطین اعلام کرد: این اقدام زشت هیچ گروه مذهبی در اینجا حمایت نمی‌کند.
در سال ۲۰۱۲، یک تظاهرات عمومی توسط ده‌ها مسیحی سازماندهی شد که مدعی شدند دو مسیحی به زور به اسلام گرویده‌اند و بر خلاف میل آنها در بازداشت به سر می‌برند. به گفته دو میانجی، این دو مسیحی به میل خود اسلام را پذیرفتند. این تغییر دین، جمعیت اقلیت مسیحی را نگران کرده‌است و هدی العمش، مادر یکی از نوکیشان به نام رامز، اظهار داشت: «اگر اوضاع به همین منوال بماند، هیچ مسیحی در غزه باقی نخواهد ماند.» اسقف اعظم غزه الکسیوس گفت که نوکیشان باید به خانواده‌هایشان بازگردانده شوند.

## انتقاد فلسطینیان
دکتر خالد الحروب، محقق فلسطینی، آنچه را که حماس «گام‌های شبه طالبان» خوانده‌است، مورد انتقاد قرار داده‌است. او نوشت: «اسلامی‌سازی که بر نوار غزه تحمیل شده‌است – سرکوب آزادی‌های اجتماعی، فرهنگی و مطبوعاتی که با دیدگاه حماس مطابقت ندارد – اقدامی فاحش است که باید با آن مخالفت کرد. این بازسازی، تحت پوششی مذهبی، از تجربه [دیگر] رژیم‌های توتالیتر و دیکتاتوری است.»

## امارت اسلامی در غزه

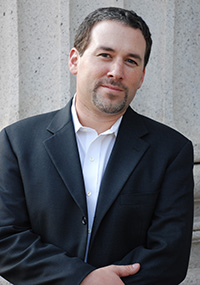
جاناتان شانزر، تحلیلگر اطلاعاتی آمریکایی: «نوار غزه ویژگی‌های طالبانی شدن را به نمایش گذاشته‌است، به موجب آن سازمان اسلام گرا قوانین سختگیرانه ای را بر زنان تحمیل می‌کند، از فعالیت‌هایی که معمولاً با فرهنگ غربی یا مسیحی مرتبط است، ممانعت می‌کند، اقلیت‌های غیر مسلمان را سرکوب می‌کند، قوانین شریعت را تحمیل می‌کند و پلیس مذهبی برای اجرای این قوانین به کار می‌گیرد.»

به گفته فرانچسکا جووانینی از دانشگاه کالیفرنیا برکلی، تعداد فزاینده ای از تحلیلگران آشکارا «تلاش‌های سیستماتیک، گسترده و صریح» برای طالبان سازی به رهبری حماس در نوار غزه را محکوم کرده‌اند.
خالد ابوتومه، روزنامه‌نگار عرب اسرائیلی در سال ۲۰۰۹ نوشت که حماس به تدریج نوار غزه را به یک نهاد اسلامی به سبک طالبان تبدیل می‌کند.
در همان سال، مارتین پرتز، سردبیر مجله نیو ریپابلیک، اظهار کرد که حماس همان طالبان است.
سمیر مشاراوی مدیر کل وزارت کشور فلسطین به روزنامه الحیات لندن گفت: هدف حماس ایجاد یک دولت کوچک در نوار غزه با الگوبرداری از طالبان در افغانستان است. . به گفته جاناتان فیگل، محقق ارشد مؤسسه بین‌المللی مبارزه با تروریسم (ICT)، هدف ایدئولوژیک و استراتژیک حماس نابودی اسرائیل به منظور ایجاد حکومت اسلامی شرعی به سبک طالبان است.
در سال ۲۰۰۸، پس از جنگ داخلی فلسطین، محمود عباس، رئیس تشکیلات خودگردان ملی فلسطین، به مردم فلسطین علیه حماس هشدار داد: «حماس حزب‌الله و ایران را آورده‌است. . . این مبارزه علیه امارت تاریکی و عقب ماندگی است. غزه با حمایت ایران و سوریه به یک امارت اسلامی به سبک طالبان تبدیل خواهد شد.»
عبد الناصر النجار، ستون نویس الایام، حماس را "طالبان جدید" خواند و نوشت: "دولت کوچک طالبان جدید چگونه خواهد بود. حماس امور نوار غزه را تحت محاصره خفقان بین المللی مدیریت می‌کند؟ . . . آیا آنها قوانین اسلام را اجرا می‌کنند؟ . . . یک دولت اسلامی [که توسط] طالبان جدید اداره می‌شود در غزه به واقعیت تبدیل شده‌است.»